# Thelymitra holmesii
Thelymitra holmesii är en orkidéart som beskrevs av William Henry Nicholls. Thelymitra holmesii ingår i släktet Thelymitra och familjen orkidéer. Inga underarter finns listade i Catalogue of Life.